# Befundtatsache
Befundtatsachen sind Daten, die ein Gerichtssachverständiger im Rahmen einer Beweisaufnahme aufgrund seiner Fachkenntnisse ermittelt. Sie lassen sich abgrenzen zu Anknüpfungstatsachen und Zusatztatsachen. Anknüpfungstatsachen stehen bereits vor seiner Tätigkeit prozessual fest, und von ihnen hat er auszugehen. Zusatztatsachen erfährt er bei seiner Tätigkeit, ohne dass es für ihre Wahrnehmung auf seine besonderen Fachkenntnisse ankommt und ohne dass sie seinen Gutachterauftrag betreffen. 
In einem Gerichtsgutachten stellt er die Befundtatsachen sowie die Methode ihrer Ermittlung dar, bevor er aus ihnen Schlüsse zieht und sie bewertet. Befundtatsachen werden im Rahmen der Vernehmung als Sachverständiger in den Prozess eingeführt, das Ergebnis des Gutachtens muss dem Gericht mündlich erläutert werden. Über eventuell vorliegende Zusatztatsachen muss er hingegen nicht als Sachverständiger, sondern als Zeuge aussagen.